# Polybiocyptera plaumanni
Polybiocyptera plaumanni là một loài ruồi trong họ Tachinidae.